# Ligue atlantique de football
 (décembre 2024).
Si vous disposez d'ouvrages ou d'articles de référence ou si vous connaissez des sites web de qualité traitant du thème abordé ici, merci de compléter l'article en donnant les références utiles à sa vérifiabilité et en les liant à la section « Notes et références ».
La Ligue Atlantique de football est un organe fédéral dépendant de la Fédération française de football créé en 1967 et chargé d'organiser les compétitions de football au niveau des départements de la Loire-Atlantique, du Maine-et-Loire et de la Vendée.
Créé en 1967 par une directive du Ministère de la Jeunesse et des Sports, la ligue Atlantique regroupait alors l'ensemble des clubs des trois départements du sud de la région des Pays de la Loire, qui étaient auparavant divisés entre la Ligue du Centre-Ouest (Vendée) et la Ligue de l'Ouest (Loire-Atlantique et Maine-et-Loire). En 1984, Claude Simonet devient président de la Ligue et sous son influence, la ligue Atlantique va connaître un essor sans précédent, permettant ainsi à ses clubs phares de rayonner dans l'hexagone.
La principale compétition organisée par la Ligue, qui siègeait à Saint-Sébastien-sur-Loire, était le championnat de Division d'Honneur Atlantique qui donnait le droit à son vainqueur de participer au championnat de France amateur. La Ligue s'occupait également d'organiser les premiers tours de la Coupe de France de football et de gérer le football féminin régional.

## Histoire
Dans les années 1960, en Bretagne et dans l'ouest de la France, la Ligue de l'Ouest et la Ligue du Centre-Ouest jouent un rôle majeur dans le football hexagonal, les footballeurs de la Loire-Atlantique et de Maine-et-Loire appartenant à la première, ceux de la Vendée à la seconde.
En avril 1961, paraît le décret ministériel délimitant le territoire des Ligues et des académies. Commence alors une longue période de discussion sur le sens des Pays de la Loire, région créée par décret, face aux mille ans d'histoire de la Bretagne. Le 10 janvier 1967, et ce malgré le scepticisme ambiant, Antoine Chiarisoli alors président de la FFF, créé deux nouvelles Ligues, à la suite d'une directive du Ministère de la Jeunesse et des Sports
Après quatre nouveaux mois de discussion pour créer les structures de la nouvelle Ligue, les représentants des trois districts, Messieurs Richard, Simon et Bouvier pour la Loire-Atlantique, Messieurs Cailleau, Cherré et Bain pour le Maine-et-Loire et Messieurs Guilbaud, Rondeau et Rousseau pour la Vendée, constituent le Comité provisoire, dans un esprit « ouvert » et « pionnier » que Raymond Bouvier qualifiera utopiquement et évasivement d'« anti-féodal », le décret ayant primé sur la consultation populaire. 
Le 21 mai 1967, la salle Colbert, haut-lieu du théâtre à Nantes, est le cadre de l'entrée en scène de la jeune Ligue, rassemblant alors 252 clubs. Les statuts sont votés, les règlements adoptés et le président élu en la personne de Pierre Simon qui y restera pendant dix-sept ans, jusqu'en 1984 et l'arrivée du normand Claude Simonet. 
En 1970, la ligue Atlantique enregistre son 50 000e licenciés, puis remporte la Coupe Nationale Cadets des régions le 18 juin 1971. En 1972, lors de la Coupe des régions des moins de 23 ans, l'équipe de la ligue Atlantique s'incline en finale devant face à l'équipe de la ligue d'Alsace. La ligue Atlantique voit sont nombre de licenciés augmenter régulièrement et passer en mars 1983 la barre symbolique des 100 000 licenciés.
En 2016, à la suite de la réforme territoriale des régions, la ligue Atlantique fusionne avec la  ligue du Maine pour former la nouvelle ligue des Pays de Loire.

## Palmarès

### Palmarès national des clubs de la Ligue
FC Nantes
Championnat de France (8) : 1965*, 1966*, 1973, 1977, 1980, 1983, 1995 et 2001
Coupe de France (3) : 1979, 1999 et 2000
Trophée des champions (2) : 1999 et 2001
* Ces deux titres sont obtenus alors que le club est affilié à la Ligue de l'Ouest.
Domination en Ligue Atlantique depuis 1967
- Depuis 1967 : Club le mieux classé en division nationale.

### Palmarès régional
| Saison | Division d'Honneur                | Division Supérieure Régionale | Coupe Atlantique               | Division d'Honneur Féminine                    |
| ------ | --------------------------------- | ----------------------------- | ------------------------------ | ---------------------------------------------- |
| 1968   | SO Cholet                         | -                             | FC Nantes                      | -                                              |
| 1969   | SC Challans                       | -                             | RC Ancenis                     | -                                              |
| 1970   | FC Nantes R                       | -                             | FC Nantes                      | -                                              |
| 1971   | Olympique Saumur                  | -                             | FC Nantes                      | groupe A : FC Yonnais groupe B : Rablay-Sports |
| 1972   | FC Yonnais                        | -                             | FC Nantes                      | Rablay-Sports                                  |
| 1973   | SC Challans                       | -                             | AS Belligne                    | SA Guerande                                    |
| 1974   | RC Ancenis                        | -                             | FC Nantes                      | SC Challans                                    |
| 1975   | AC Saint-Nazaire                  | -                             | ES La Chaume                   | FC Yonnais                                     |
| 1976   | AEP Bourg sous la Roche           | -                             | ES Herbretaise                 | US Montfaucon                                  |
| 1977   | FC Yonnais                        | -                             | Olympique Saumur               | US Montfaucon                                  |
| 1978   | Olympique Saumur                  | -                             | AC Saint-Nazaire               | US Montfaucon                                  |
| 1979   | ASPTT Nantes                      | -                             | ES Herbretaise                 | AS Gagnerie                                    |
| 1980   | FC Nantes R2                      | -                             | Stade Luçonnais                | ES La Chevallerais                             |
| 1981   | ES Ingrandes                      | -                             | FC Nantes                      | CAEB Cholet                                    |
| 1982   | RC Ancenis                        | -                             | ASPTT Nantes                   | CAEB Cholet                                    |
| 1983   | Stade Luçonnais                   | -                             | AEP Bourg sous la Roche        | AS Gagnerie                                    |
| 1984   | AC Saint Brévin                   | -                             | FC Yonnais                     | ÉSOF Saint-André d'Ornay                       |
| 1985   | AEP Bourg sous la Roche R         | -                             | FC Yonnais                     | ÉSOF Saint-André d'Ornay                       |
| 1986   | GS Saint-Sébastien-sur-Loire      | -                             | ES Ingrandes                   | CBOSL Football                                 |
| 1987   | ASPTT Nantes football             | -                             | ÉSOFV La Roche-sur-Yon         | École Léon Blum de Saint-Nazaire               |
| 1988   | ES Segré                          | -                             | US Thouaré                     | CBOSL Football                                 |
| 1989   | Stade Luçonnais                   | -                             | RC Ancenis                     | CBOSL Football                                 |
| 1990   | La Roche VF R                     | -                             | FC Nantes R                    | CBOSL Football                                 |
| 1991   | Voltigeurs de Châteaubriant       | -                             | SO Choletais                   | ÉSOFV La Roche-sur-Yon                         |
| 1992   | Fontenay VF                       | -                             | FC Nantes                      | CBOSL Football                                 |
| 1993   | ES Segré                          | -                             | La Roche VF                    | AS Saint-Nazaire                               |
| 1994   | USJA Carquefou                    | -                             | SO Choletais                   | Saint-Herblain OC                              |
| 1995   | GS Saint-Sébastien-sur-Loire      | -                             | USJA Carquefou                 | ESC Nueil-sur-Layon                            |
| 1996   | La Roche VF R                     | -                             | Fontenay VF                    | Saint-Herblain OC                              |
| 1997   | GS Saint-Sébastien-sur-Loire      | -                             | Angers SCO                     | ESC Saint-Georges-Nueil                        |
| 1998   | La Roche VF R                     | -                             | USA Pouancé                    | ESC Saint-Georges-Nueil                        |
| 1999   | ES Herbretaise                    | -                             | Coex Olympique                 | ESC Saint-Georges-Nueil                        |
| 2000   | Marsouins de Brétignolles-sur-mer | -                             | FC La Chapelle-des-Marais      | Saint-Herblain OC R                            |
| 2001   | Angers SCO R                      | -                             | Voltigeurs de Châteaubriant    | ÉSOFV La Roche-sur-Yon R                       |
| 2002   | Stade Luçonnais                   | -                             | Olympique Saumur               | ESC Saint-Georges-Nueil                        |
| 2003   | TVEC Les Sables-d'Olonne          | -                             | Voltigeurs de Châteaubriant    | US Bouguenais                                  |
| 2004   | Voltigeurs de Châteaubriant       | -                             | FC Montaigu                    | ES Val Baugeois                                |
| 2005   | Angers SCO R                      | -                             | Olympique Saumur               | ÉSOFV La Roche-sur-Yon R                       |
| 2006   | SJA Poiré-sur-Vie                 | -                             | Olympique Saumur               | CBOSL Football                                 |
| 2007   | Olympique Saumur                  | -                             | Le Poiré-sur-Vie VF            | CBOSL Football                                 |
| 2008   | USSA Vertou                       | -                             | Montreuil-Juigne-Béné Football | Corne USC                                      |
| 2009   | SO Choletais                      | -                             | Luçon VF                       | ÉSOFV La Roche-sur-Yon R                       |
| 2010   | La Chataigneraie AS               | -                             | ES Segré                       | Saint-Herblain OC R                            |
| 2011   | Le Poiré-sur-Vie VF R             | -                             | ES Segré                       | ÉSOFV La Roche-sur-Yon R                       |
| 2012   | FC La Chapelle-des-Marais         | La Roche VF R                 | FC La Chapelle-des-Marais      | Saint-Herblain OC R                            |
| 2013   | La Roche VF                       |                               | Olympique de Saumur FC         | ÉSOFV La Roche-sur-YonR                        |
| 2014   | Voltigeurs de Châteaubriant       | -                             | Voltigeurs de Châteaubriant    | US Bouguenais                                  |

### Palmarès des sélections de la Ligue Atlantique
- Victoire en Coupe des Régions : 2008.
- Victoire en Coupe Nationales des -15 ans : 1971, 1985, 1999.
- Victoire en Coupe Nationales des -14 ans : 1986.
- Vice-Champion de France -15 ans : 2009.